# 1733 en arts plastiques
| Années des arts plastiques : 1730 - 1731 - 1732 - 1733 - 1734 - 1735 - 1736    |
| Décennies des arts plastiques : 1700 - 1710 - 1720 - 1730 - 1740 - 1750 - 1760 |

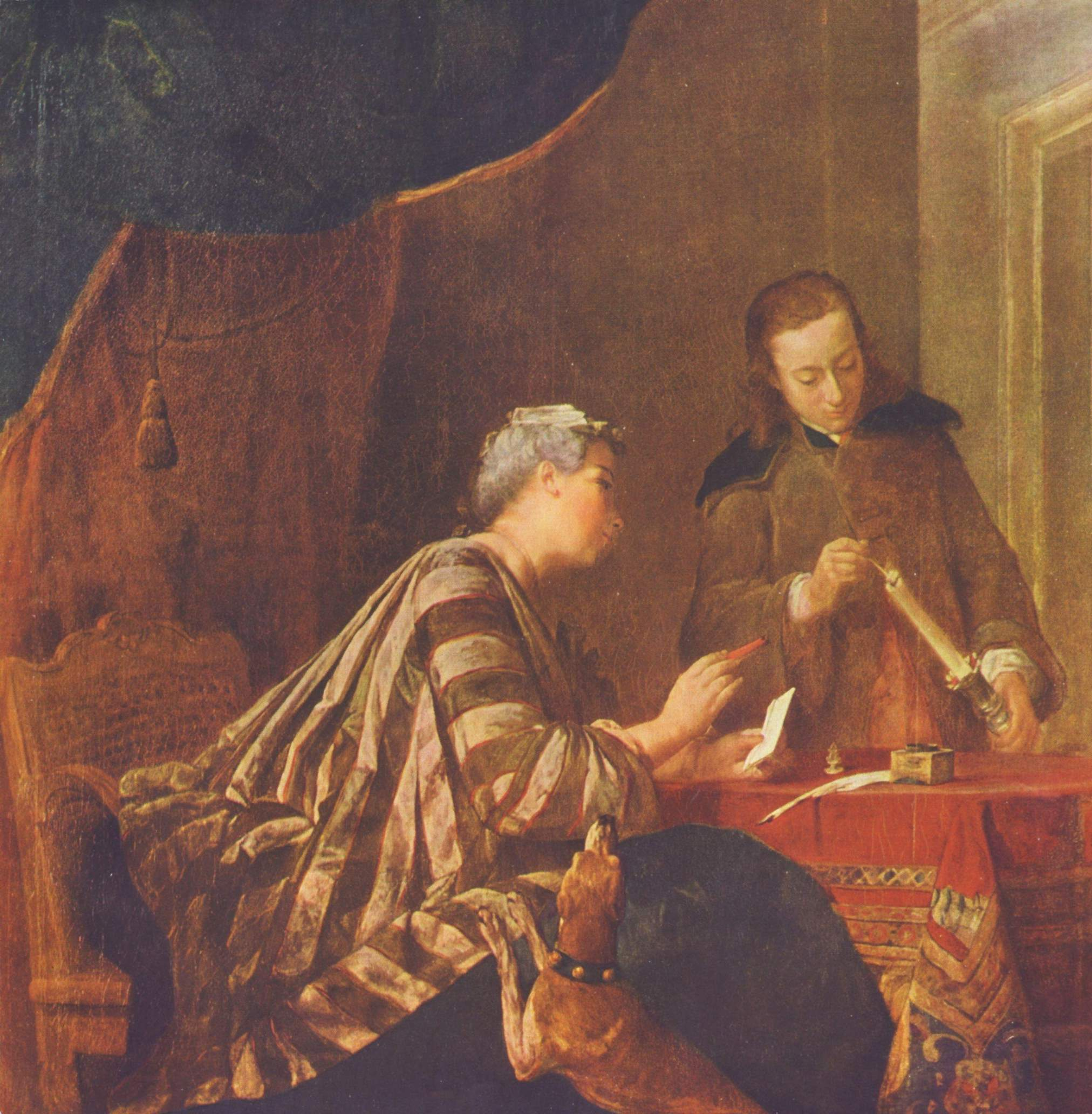
Une femme occupée à cacheter une lettre, de Jean Siméon Chardin.

Cette page concerne l'année 1733 en arts plastiques.

## Naissances
- 2 mars : Jean-François Colson, peintre, architecte et sculpteur français  († 1er mars 1803),
- 22 mai : Hubert Robert, peintre, aquafortiste et dessinateur français († 15 avril 1808),
- 12 juin : Alessandro Longhi, peintre et graveur italien de l’école vénitienne († 1813),
- 5 octobre : Louis Jean-Jacques Durameau, peintre français († 3 septembre 1796),
- ? : Jean-Baptiste Claudot, peintre paysagiste et décorateur lorrain puis français († 27 décembre 1805).

## Décès
- 15 avril : Englebert Fisen, peintre liégeois (° 1655),
- 1er mai : Nicolas Coustou, sculpteur français (° 1658),
- 27 mai : Simon Thomassin, graveur français (° 1655),
- ? mai : Alexis Grimou, peintre portraitiste (° 24 mai 1678),
- 17 juin : Robert Bonnart, peintre et graveur français (° 3 novembre 1652),
- 2 juillet : Jan van Huchtenburg peintre et graveur néerlandais (° 20 novembre 1647,
- 10 octobre : Michel Serre, peintre français (° 10 janvier 1658),
- 3 novembre : Louis Court, peintre français (° 1670),
- 9 novembre : Cornelis Boumeester, peintre et faïencier hollandais (° 1652),
- 21 novembre :Louis de Boullogne, peintre français (° 1654),
- 2 décembre : Gerard Hoet, peintre néerlandais (° 22 août 1648),
- ? : Gaetano Martoriello, peintre baroque italien (° 1680).